# Bombarral
Bombarral ist eine Kleinstadt (Vila) in Portugal mit 5668 Einwohnern (Stand 30. Juni 2011). Sie liegt in der Unterregion Oeste.
Im Zuge der Gebietsreform vom 29. September 2013 wurden die Gemeinden Bombarral und Vale Covo zur neuen Gemeinde União das Freguesias do Bombarral e Vale Covo zusammengeschlossen. Bombarral ist Sitz dieser neu gebildeten Gemeinde.

## Geschichte
Funde von Grabstätten belegen eine Besiedlung bis zurück in die Jungsteinzeit. Der heutige Ort wurde erstmals im 13. Jahrhundert als Mon Barral offiziell erwähnt. Ein erster Versuch, aus der Gemeinde Bombarral einen eigenständigen Kreis zu bilden, scheiterte 1535 am Widerstand der Kreisverwaltung Óbidos, zu der Bombarral gehörte.
Im Verlauf der Napoleonischen Kriege auf der Iberischen Halbinsel trafen hier am 17. August 1808 die französischen Truppen unter Delaborde auf die portugiesisch-britischen Verteidigungskräfte unter dem späteren General Wellington. Aus der Batalha da Roliça genannten Schlacht gingen die Verteidigungskräfte als Sieger hervor.
1836 kam Bombarral zum Kreis Cadaval, um 1855 wieder Óbidos angegliedert zu werden. Erst 1914 wurde der eigenständige Kreis Bombarral geschaffen. 1944 wurde der Ort zur Vila (Kleinstadt) erhoben.

## Verwaltung

### Kreis
Bombarral ist Verwaltungssitz eines gleichnamigen Kreises (Concelho) im Distrikt Leiria. Am 30. Juni 2011 hatte der Kreis 5668 Einwohner auf einer Fläche von 91,3 km². Die Nachbarkreise sind (im Uhrzeigersinn im Norden beginnend): Óbidos, Caldas da Rainha, Cadaval sowie Lourinhã.
Mit der Gebietsreform im September 2013 wurden die Gemeinden (Freguesias) Bombarral und Vale Covo zur neuen Gemeinde União das Freguesias do Bombarral e Vale Covo zusammengefasst. Der Kreis besteht seither aus den folgenden vier Gemeinden.

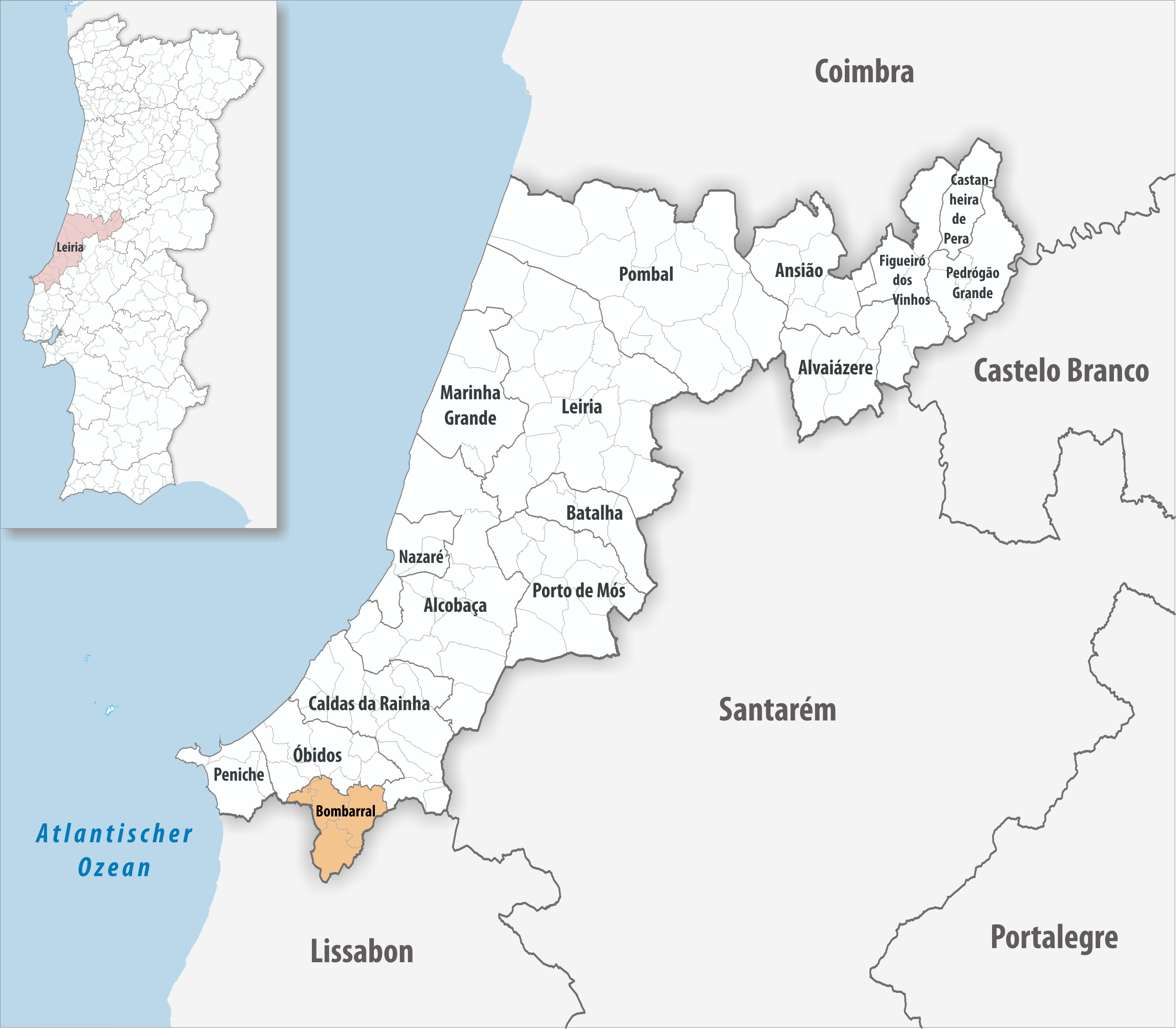
Kreis Bombarral

| Gemeinde              | Einwohner (2021) | Fläche km² | Dichte Einw./km² | LAU- Code |
| --------------------- | ---------------- | ---------- | ---------------- | --------- |
| Bombarral e Vale Covo | 6.886            | 29,54      | 233              | 100506    |
| Carvalhal             | 2.393            | 32,34      | 74               | 100502    |
| Pó                    | 922              | 6,77       | 136              | 100505    |
| Roliça                | 2.545            | 22,63      | 112              | 100503    |
| Kreis Bombarral       | 12.746           | 91,28      | 140              | 1005      |

### Bevölkerungsentwicklung
| Einwohnerzahl im Kreis Bombarral (1920–2011) | Einwohnerzahl im Kreis Bombarral (1920–2011) | Einwohnerzahl im Kreis Bombarral (1920–2011) | Einwohnerzahl im Kreis Bombarral (1920–2011) | Einwohnerzahl im Kreis Bombarral (1920–2011) | Einwohnerzahl im Kreis Bombarral (1920–2011) | Einwohnerzahl im Kreis Bombarral (1920–2011) | Einwohnerzahl im Kreis Bombarral (1920–2011) |
| -------------------------------------------- | -------------------------------------------- | -------------------------------------------- | -------------------------------------------- | -------------------------------------------- | -------------------------------------------- | -------------------------------------------- | -------------------------------------------- |
| 1920                                         | 1930                                         | 1960                                         | 1981                                         | 1991                                         | 2001                                         | 2011                                         |                                              |
| 11.206                                       | 12.669                                       | 15.209                                       | 13.758                                       | 12.727                                       | 13.324                                       | 13.193                                       |                                              |

### Kommunaler Feiertag
- 29. Juni

### Städtepartnerschaften
- Mosambik: Nampula (seit 1997)[7]

## Verkehr
Bombarral ist ein Haltepunkt der Eisenbahnstrecke Linha do Oeste. Der Ort ist zudem mit der Anschlussstelle Nr. 11 an die hier verlaufende Autobahn A8 angebunden.

## Söhne und Töchter der Stadt
- Francisco Pedro de Mendonça Gorjão (1686–1767), Militär und Kolonialverwalter in Brasilien und auf Madeira
- Vasco da Conceição (1914–1992), Bildhauer
- José Célio Mil-Homens Filipe (1928–2009), Politiker und Pharmazeut, Widerstandskämpfer gegen die Salazar-Diktatur
- João Miguel Fernandes Jorge (* 1943), Schriftsteller
- Margarida Marques (* 1954), PS-Politikerin, seit 2019 EU-Abgeordnete

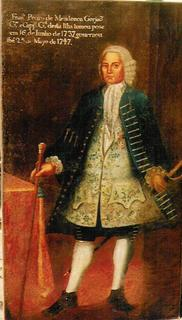
Francisco Pedro de Mendonça Gorjão
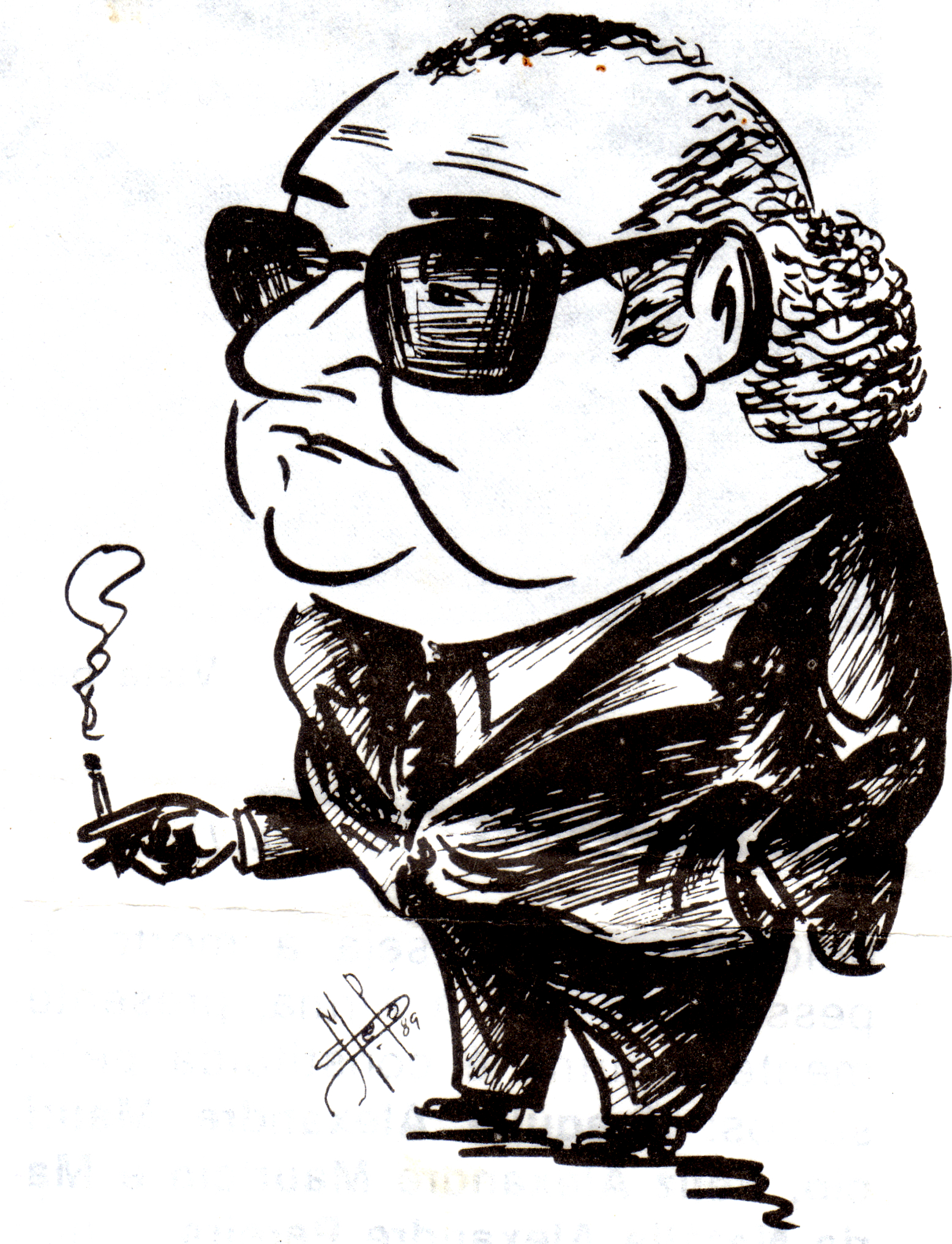
José Célio Mil-Homens Filipe (Karikatur von Carlos Melo)
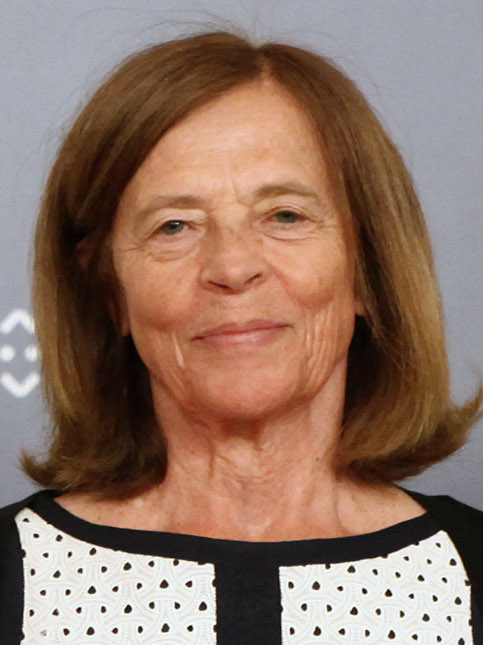
Margarida Marques

## Galerie

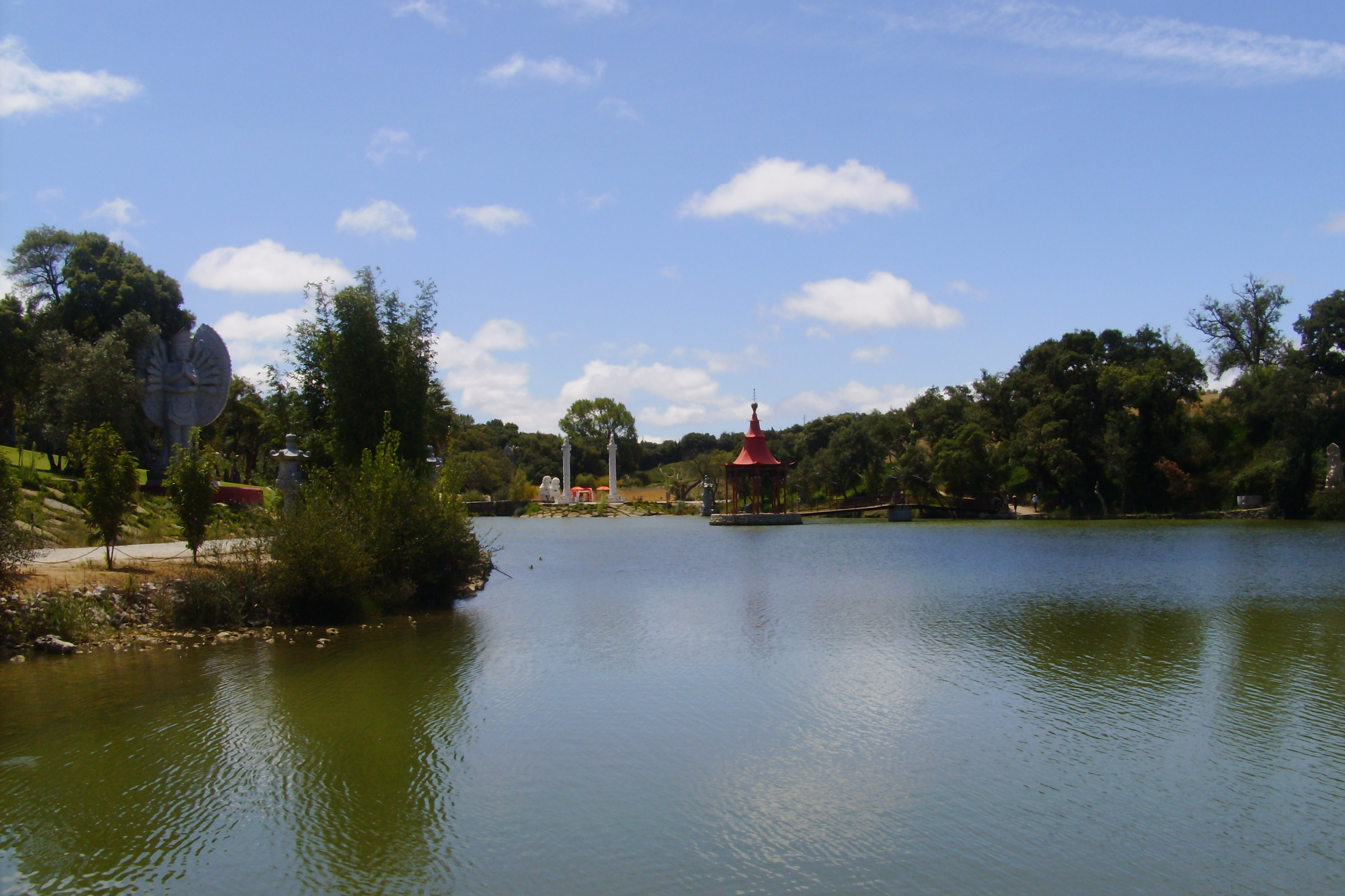
Im Buddha Eden-Park
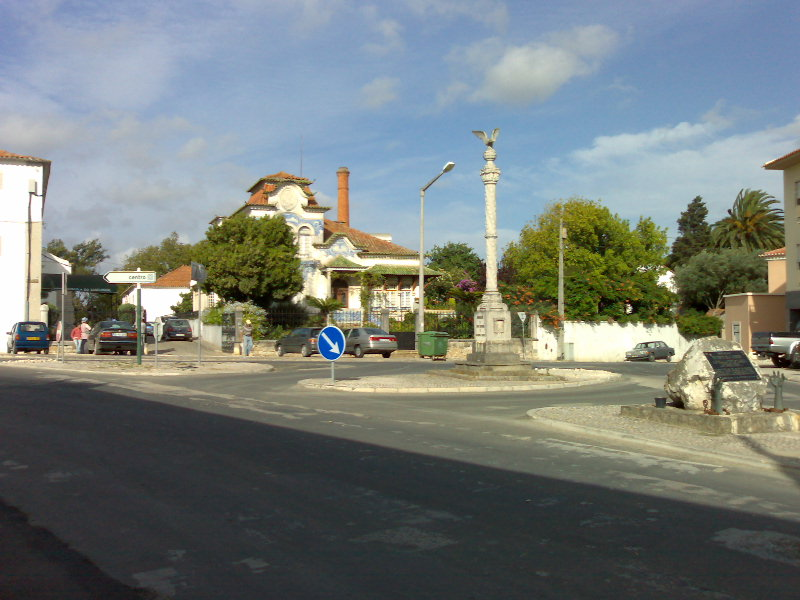
In Bombarral, im Hintergrund das Herrenhaus Quinta das Cerejas
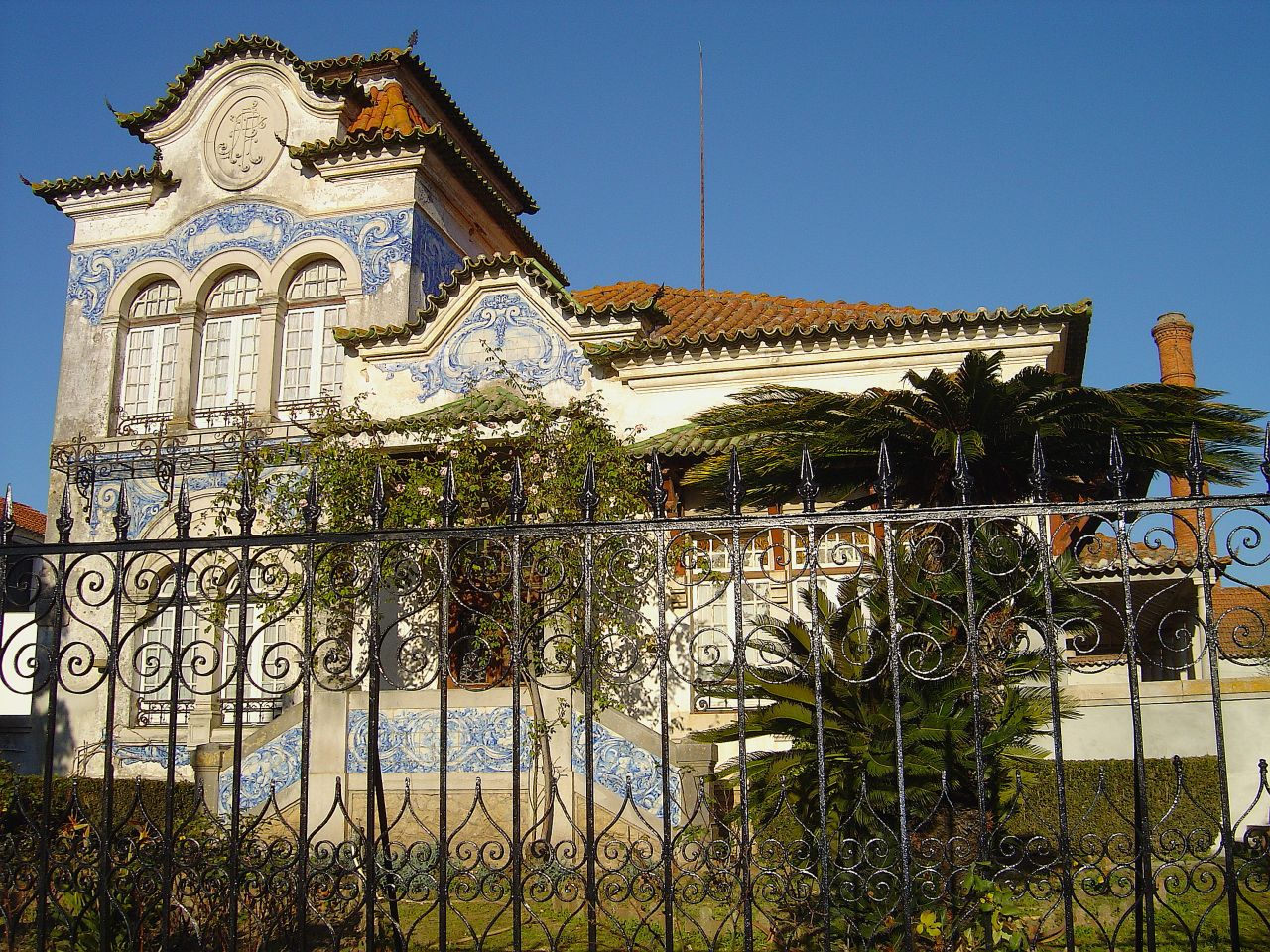
Mit Azulejos verkleidetes Herrenhaus Quinta das Cerejas in Bombarral
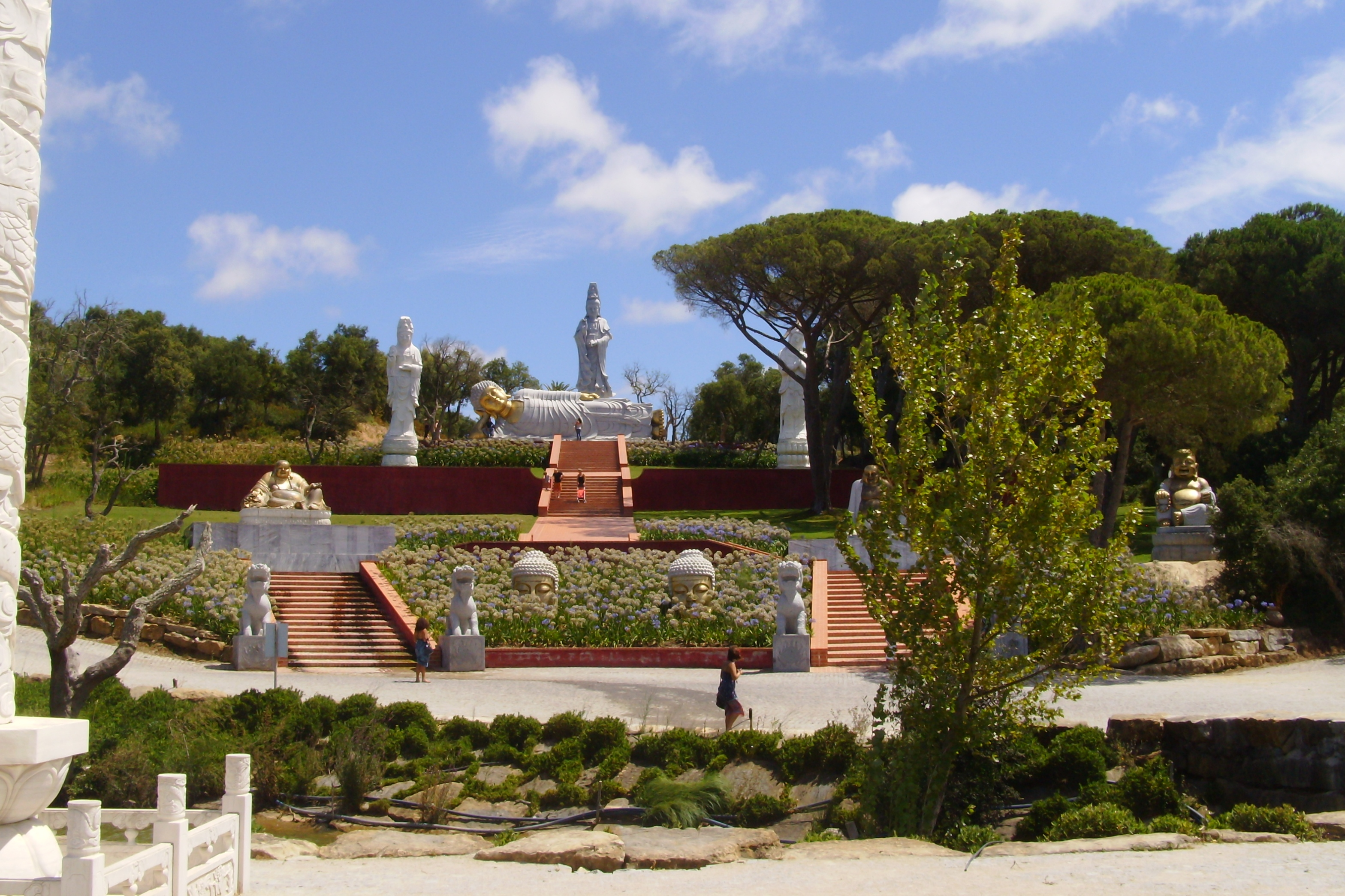
Im Buddha Eden-Park
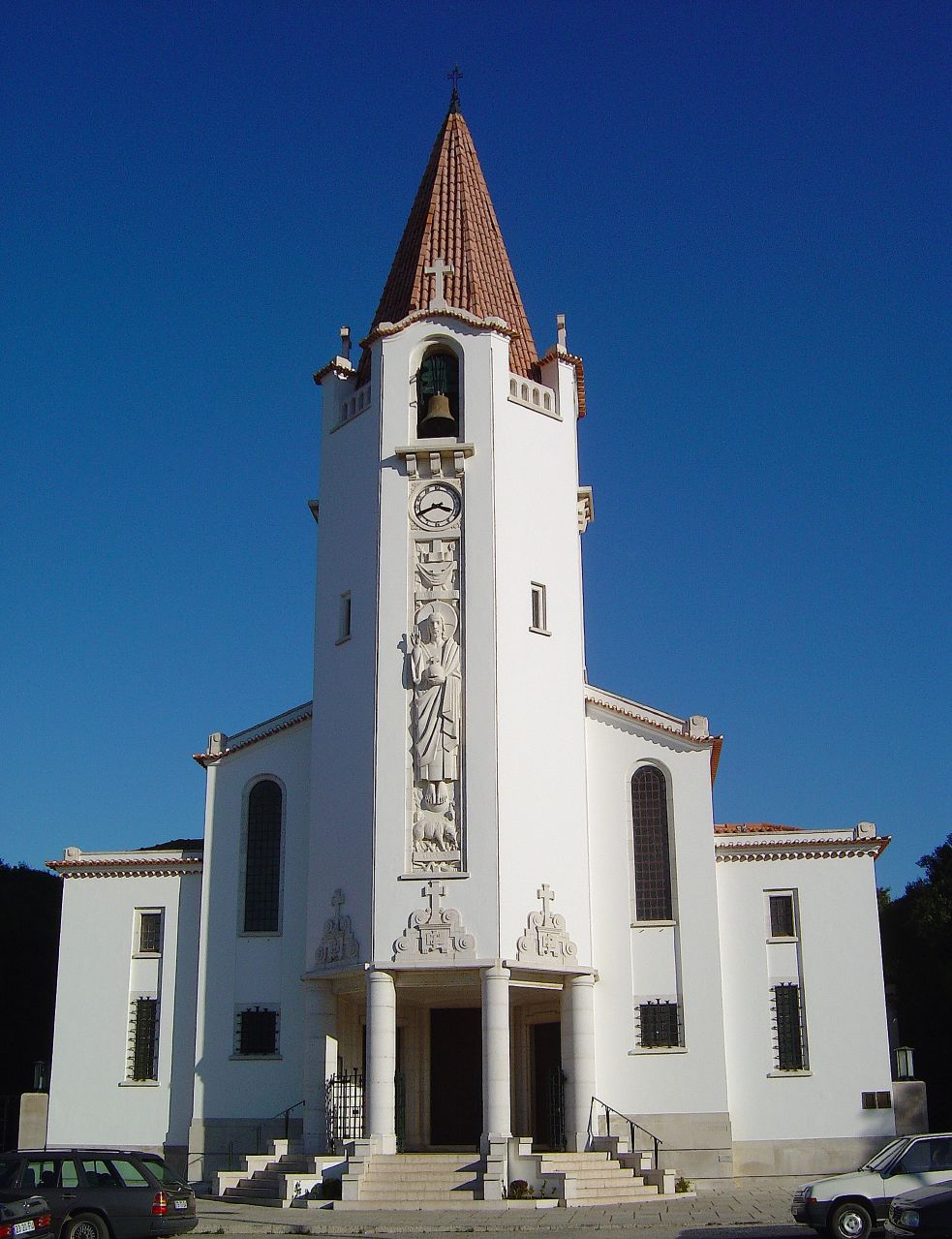
Die Hauptkirche von Bombarral
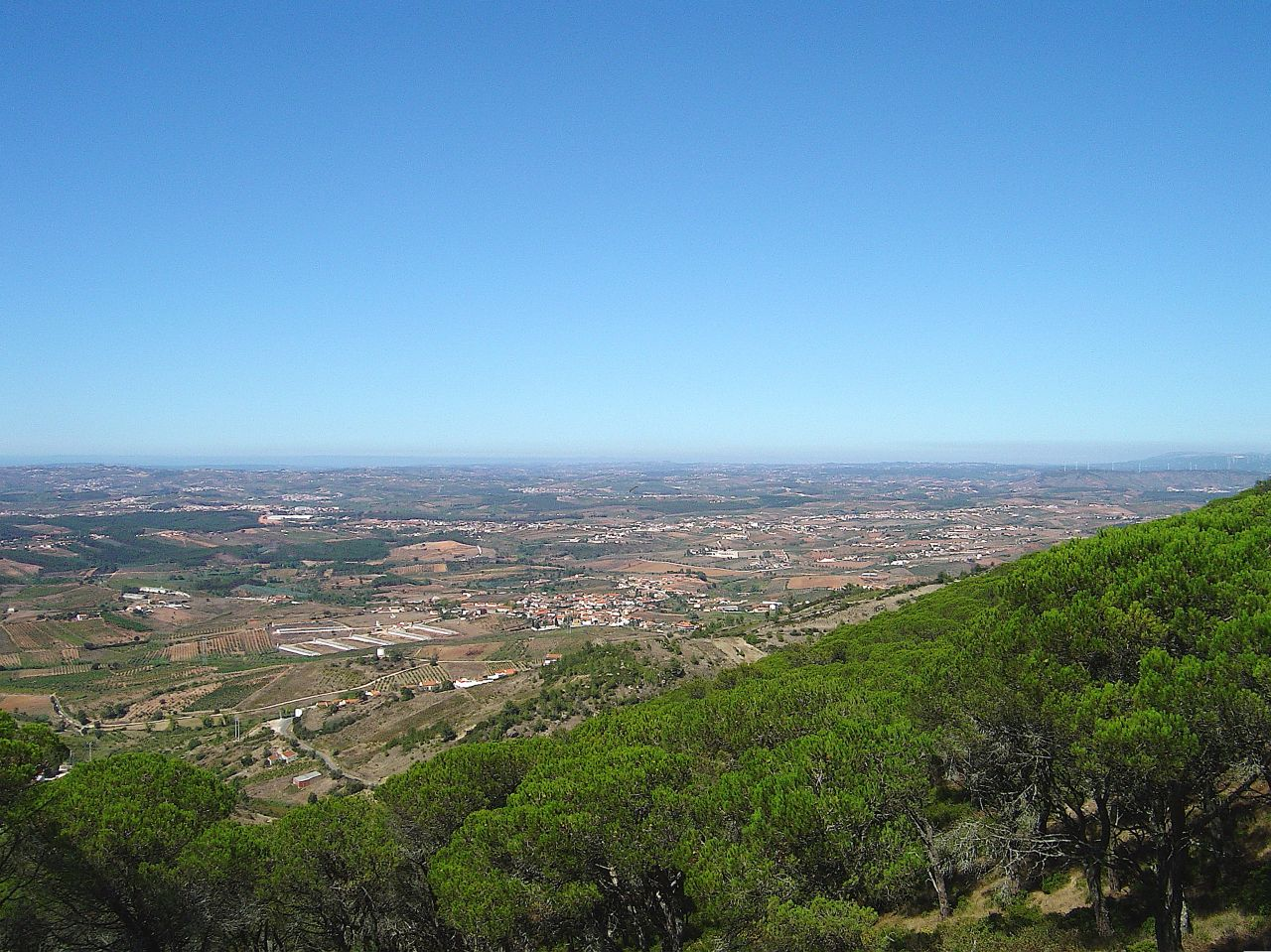
Landschaft der Serra de Montejunto im Kreisgebiet